# Huda Zoghbi
Huda Yahya Zoghbi (arab. هدى الهبري الزغبي Hudā al-Hibrī az-Zughbī; ur. 1954 w Bejrucie jako Huda El-Hibri) – amerykańska genetyczka i profesorka w Baylor College of Medicine libańskiego pochodzenia. Jest dyrektorką Jan and Dan Duncan Neurological Research Institute.
Jej praca pomogła w badaniach genów i mechanizmów genetycznych odpowiedzialnych za szereg zaburzeń neurologicznych, takich jak zespół Retta i ataksja rdzeniowo-móżdżkowa typu 1. Odkrycia Zoghbi dostarczyły nowych sposobów myślenia o innych, bardziej powszechnych chorobach układu nerwowego, takich jak choroba Parkinsona, Alzheimer, autyzm i niepełnosprawność intelektualna, które mogą prowadzić do nowych terapii i skuteczniejszych metod leczenia.
W 2017 roku otrzymała nagrodę Canada Gairdner International Award i Breakthrough Prize in Life Sciences. W 2020 roku była nominowana do Nagrody Nobla w dziedzinie fizjologii i medycyny. Jest członkinią National Academy of Sciences i National Academy of Medicine.

## Życiorys
Huda Zoghbi urodziła się w Bejrucie w 1954 roku i tam dorastała. W liceum uwielbiała czytać dzieła Williama Shakespeare’a, Jane Austen i Williama Wordswortha i zamierzała studiować literaturę na uniwersytecie. Matka przekonała ją, by zamiast tego studiowała biologię, argumentując, że „kobieta dorastająca na Bliskim Wschodzie powinna wybrać karierę zapewniającą niezależność i bezpieczeństwo, podczas gdy zawsze może pisać na boku”. Zoghbi została przyjęta na kierunek nauk biologicznych na Uniwersytet Amerykański w Bejrucie w 1973 roku i wstąpiła do szkoły medycznej 2 lata później.
Libańska wojna domowa rozpoczęła się w 1976 roku, podczas jej pierwszego roku studiów medycznych. Początkowo zdecydowała się pozostać na uniwersytecie. Po tym, jak jej brat został ranny, rodzice wysłali ich do Austin w Teksasie. Przyjaciele w Ameryce sugerowali, żeby złożyła podanie na Uniwersytet Vanderbilta. Ostatecznie polecono jej Meharry Medical College, na który została przyjęta. Następnego lata, za radą profesorów z AUB, pozostała w Meharry, uzyskała tytuł lekarza w 1979 roku, po czym dołączyła do Texas Children's Hospital w Baylor College of Medicine jako rezydentka pediatrii.
W latach 1982–1985 Zoghbi była pracownicą naukową ze stopniem doktorki nauk medycznych w Baylor College of Medicine. W 1988 r. została adiunktką na Wydziale Pediatrii w Baylor. Obecnie Zoghbi jest profesorką na Wydziale Genetyki Molekularnej i Ludzkiej w Baylor. Jest również członkinią zarządu Regeneron Pharmaceuticals.

## Badania
W 1983 roku Zoghbi dowiedziała się o zespole Retta z relacji Bengta Hagberga w Annals of Neurology. Artykuł pozwolił Zoghbi zdiagnozować pięciolatkę, którą leczyła w Texas Children's Hospital, a tydzień później spotkała się z innym pacjentem z tym samym zespołem objawów. Kiedy badała dokumentację medyczną, znalazła więcej przypadków zespołu Retta, które zostały błędnie zdiagnozowane. To wzbudziło jej zainteresowanie zespołem Retta w czasie, gdy nie było doniesień o tej chorobie w USA. W 1985 roku opublikowała na ten temat artykuł.
Ponieważ większość pacjentów z zespołem Retta to dziewczynki, a objawy były bardzo spójne u wszystkich pacjentów, Zoghbi podejrzewała, że genetyka miała wpływ na proces chorobowy. W 1988 Zoghbi założyła własne laboratorium w Baylor.
Po utworzeniu własnego laboratorium Zoghbi kontynuowała badania ataksji rdzeniowo-móżdżkowej typu 1 (SCA1) we współpracy z Harrym Orrem z University of Minnesota. Tego samego dnia, 8 kwietnia 1993 r., zarówno Zoghbi, jak i Orr zidentyfikowali ATXN1 jako gen odpowiedzialny za SCA1.
W latach 90. współpracowała z Utą Francke z Uniwersytetu Stanforda, aby zidentyfikować gen odpowiedzialny za zespół Retta. W 1992 roku zawęziła cel do sekcji chromosomu X. W 1999 roku badacz w laboratorium Zoghbi zidentyfikował MECP2 jako gen sprawczy. W artykule ona i jej zespół wykazali, że zespół Retta był zaburzeniem sprzężonym z chromosomem X.
Zespół Zoghbi nadal bada MECP2 i odkrył w 2004 roku, że nadekspresja białka u myszy doprowadziła do zaburzenia neurologicznego podobnego do autyzmu. W 2009 roku odkryła, że myszy z niedoborem genu Mecp2 miały niższy poziom noradrenaliny, dopaminy i serotoniny, co jest zgodne z jej klinicznymi obserwacjami pacjentów z zespołem Retta w 1985 roku.